# Tiffeny Milbrett
Tiffeny Milbrett (Portland, 23 d'octubre de 1972) és una exfutbolista, internacional amb els Estats Units, amb la qual va guanyar el Mundial 1999 i va guanyar un or i una plata olímpica, a Atlanta i Sydney respectivament. Va ser nomenada millora jugadora dels Estats Units al 2000 i 2001, i va ser 3a al FIFA World Player 2001.

## Trajectòria
| Temporades    | Club                | Títols             | Selecció (fases finals)                                                      |
| ------------- | ------------------- | ------------------ | ---------------------------------------------------------------------------- |
| 1990 - 1994   | Portland Pilots     |                    |                                                                              |
| 1995 - 1997 0 | Shiroki Serena 0    |                    | Mundial 1995 (3r lloc) Jocs Olímpics 1996 (campió)                           |
|               |                     |                    | Mundial 1999 (campió) Copa d'Or 2000 (campió) Jocs Olímpics 2000 (subcampió) |
| 2001 - 2003 0 | New York Power 0    |                    | Copa d'Or 2002 (campió) Mundial 2003 (3r lloc)                               |
| 2005          | Sunnana SK          |                    |                                                                              |
| 2006 - 2007   | Linköpings FC       |                    |                                                                              |
| 2006 - 2008   | Vancouver Whitecaps | 1 Lliga (W-League) |                                                                              |
| 2009 - 2010   | FC Gold Pride       | 1 Lliga (WPS)      |                                                                              |
| 2011          | Bay Area Freeze     |                    |                                                                              |